# Simulium keningauense
Simulium keningauense är en tvåvingeart som beskrevs av Takaoka 2008. Simulium keningauense ingår i släktet Simulium och familjen knott. Inga underarter finns listade i Catalogue of Life.